# Ivory
Ivory là một xã trong vùng hành chính Franche-Comté, thuộc tỉnh Jura, quận Lons-le-Saunier, tổng Salins-les-Bains. Tọa độ địa lý của xã là 46° 54' vĩ độ bắc, 05° 51' kinh độ đông. Ivory nằm trên độ cao trung bình là 605 mét trên mực nước biển, có điểm thấp nhất là 544 mét và điểm cao nhất là 632 mét. Xã có diện tích 9.13 km², dân số vào thời điểm 2006 là 86 người; mật độ dân số là 9 người/km².

## Thông tin nhân khẩu
| 1962 | 1968 | 1975 | 1982 | 1990 | 1999 |
| ---- | ---- | ---- | ---- | ---- | ---- |
| 106  | 128  | 110  | 126  | 107  | 84   |

## Địa điểm tham quan
Nhà thờ của Ivory được xây dựng trong thế kỉ thứ 16.